# Комета Гаррінґтона
Комета Гаррінґтона (51P/Harrington) була відкрита 14 серпня 1953 року американським астрономом Робертом Гаррінґтоном (Паломарська обсерваторія, США) як дифузний об'єкт 15 зоряної величини в сузір'ї Водолія. Вона не спостерігалася в повернення 1967 і 1974 років, оскільки в момент проходження перигелію перебувала в сполученні з Сонцем. Протягом XX століття, комета Гаррінґтона кілька разів зблизилася з Юпітером. Кожна така зустріч з планетою-гігантом віддаляла перигелій комети від Сонця, тим самим погіршуючи її видимість.
У 1994 і 2001 роках у комети Гаррінґтона спостерігався поділ ядра. Так, в 1994 році, поруч з головним ядром (12m,5) на відстані 23' було видно ще два фрагменти (21m), а в 2001 на відстані 10' від головного ядра спостерігався один, порівнянний з ним за яскравістю фрагмент.